# Paseo de la Castellana
El paseo de la Castellana (denominado paseo Nuevo de las Delicias de la Princesa en el siglo XIX) es una avenida de Madrid que recorre la ciudad desde la plaza de Colón, en el centro, hasta el nudo norte. Entró en servicio a comienzos del siglo XX. En la primera década del siglo XXI se compone de seis carriles centrales (vía principal) y cuatro laterales (vía de servicio).
De orientación norte-sur, su trazado inicial correspondía al del antiguo cauce fluvial del arroyo de la Fuente Castellana, fuente que manaba algo más al norte de la actual plaza de Gregorio Marañón. Se prolongaba más allá de dicho manantial, hasta los llamados Nuevos Ministerios, donde se encontraba el antiguo hipódromo de Madrid. Desde allí se hizo una prolongación, proyectada en tiempos de la Primera República, hasta alcanzar casi los límites del antiguo pueblo de Fuencarral, hoy barrio de Madrid.
Junto con el paseo del Prado y el paseo de Recoletos, la Castellana forma un eje viario fundamental que atraviesa Madrid de norte a sur. Está prevista su prolongación hacia el norte hasta Fuencarral, dentro del proyecto urbanístico conocido como «Madrid Nuevo Norte».

## Historia

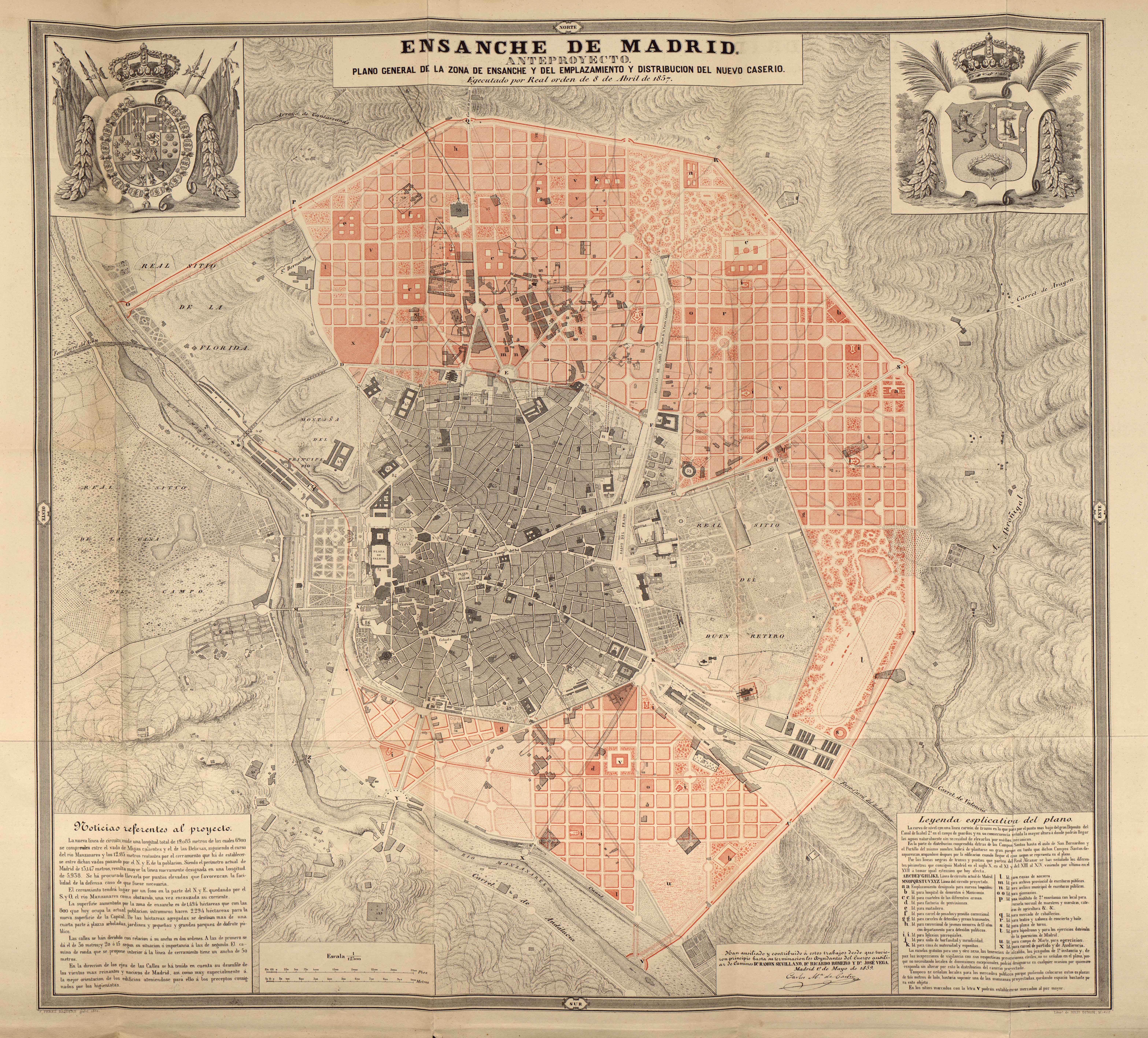
Mapa de Madrid según el Plan Castro.

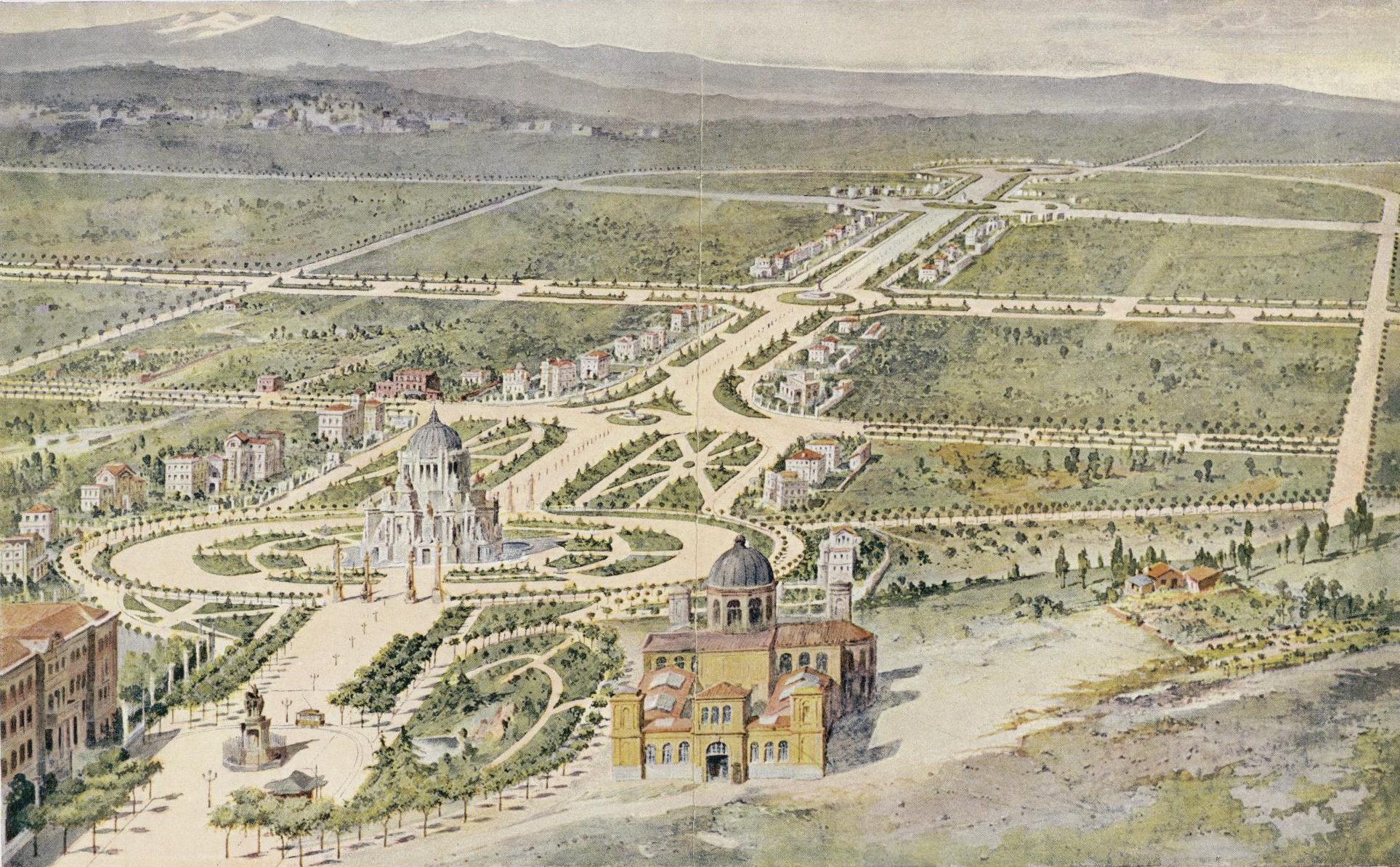
Proyecto de Pedro Granés para la prolongación del paseo de la Castellana (1916).

El paseo de la Castellana tiene su origen en la vía que, en dirección sur-norte, flanqueaba la ciudad de Madrid durante los siglos XVII y XVIII: los paseos del Prado y Recoletos. La prolongación hacia el norte de este eje Prado-Recoletos se planteó ya durante la regencia de María Cristina de Borbón, viuda del rey Fernando VII, y madre de la que posteriormente accedió al trono con el nombre de Isabel II. Al principio, el paseo no se denominaba así oficialmente, sino paseo de las Delicias de la Princesa, en honor a la futura reina Isabel II, para distinguirlo del paseo de las Delicias del Río (hoy paseo de las Delicias), y fue terminado de acondicionar en 1834.
Los primeros planos de reforma del paseo datan de 1846, pero fue el proyecto del Ensanche diseñado por Carlos María de Castro, el llamado Plan Castro (1857), el que convirtió el conjunto Prado-Recoletos-Castellana, en la principal vía que atravesaba la ciudad de sur a norte. Al oeste quedaba el viejo núcleo de la villa en tanto que al este se disponía el ensanche de la ciudad.
En 1911, el paseo, junto con los del Prado y Recoletos, recibió el nombre de avenida de la Libertad, pero esta denominación no se consolidó. En 1916 el Gobierno encargó un proyecto de Ensanche al ingeniero Juan Merlo, quien realizó un plano de los nuevos límites de Madrid. Para 1916, Núñez Granés hizo un primer proyecto para prolongar esta vía. Aunque en un principio, se pensó que el trazado debía seguir el curso del cauce del arroyo de la Fuente Castellana, Núñez Granés propuso que la prolongación de la Castellana fuera en línea recta, cruzada por cuatro plazas, siendo la primera de ellas la de Alfonso XIII.

Obelisco de la Fuente Castellana. Situado inicialmente en el lugar en el que había estado el pilón que recogía las aguas del arroyo de la Fuente Castellana, fuente monumental que, inaugurada a la altura de lo que luego sería la plaza de Emilio Castelar, fue trasladado a la plaza de Manuel Becerra y, en 1970 al parque de la Arganzuela.

La nobleza que se había instalado históricamente en el centro de la ciudad, durante el siglo XIX y los primeros años del XX, se fue instalando en las zonas periféricas de la ciudad. Razón esta por la que se construyeron un buen número de palacios en la Castellana. La mayor parte de los mismos fueron derribados hasta los años setenta del siglo XX. En 1909 se instaló la Iglesia Evangélica de habla alemana junto a la plaza de Colón.
En 1926, la Junta Técnica de Extensión aprobó un nuevo proyecto, basado en el de Núñez Granés. A lo largo de la nueva vía —que mediría 5.005 metros— se proyectaron seis plazas. En 1929, el Ayuntamiento convocó un concurso internacional de Ordenación de Madrid, que incluía la prolongación de la Castellana.
Durante la guerra civil española, el paseo de la Castellana, junto con los paseos del Prado y Recoletos, recibió el nombre de avenida de la Unión Proletaria. Tras finalizar la guerra, el paseo experimentó un nuevo cambio de nombre, pasando a denominarse avenida del Generalísimo. El mal estado en el que se encontraba la vía después del conflicto hizo que en 1941 el dictador Francisco Franco ordenase la elaboración de un Plan General de Ordenación Urbana de Madrid, el Plan Bidagor, en el cual se proponía la prolongación de la entonces avenida del Generalísimo. Consistía en una amplia avenida con abundantes plazas para ser utilizada en grandes manifestaciones, concentraciones y desfiles político-militares. En 1949, el paseo de la Castellana recuperó su nombre, pero solo en el tramo existente antes de la guerra. La prolongación del paseo, a partir de su cruce con la calle Raimundo Fernández Villaverde, conservó la denominación de avenida del Generalísimo. No fue hasta 1980, que la avenida del Generalísimo desapareció, volviendo a ser parte del paseo de la Castellana.
En la década de 1990 se planteó la construcción de las torres KIO, eligiéndose el proyecto del arquitecto estadounidense John Burgee. Propuso construir dos torres de cristal y granito de veintisiete pisos cada una y otros dos edificios posteriores de diez plantas. Las torres presentaron una gran novedad: tenían una inclinación de un 15% sobre el Paseo de la Castellana para dar la sensación de una puerta.
Las Cuatro Torres de Madrid cierran esta gran avenida por el norte desde finales de la década de 2000.

## Otras denominaciones
Entre las diversas denominaciones que ha recibido a lo largo de su historia el paseo se encuentra: paseo de la Fuente Castellana, paseo de Isabel II, paseo de las Delicias de la Princesa (1834-1871), avenida de la Libertad (junto con los paseos del Prado y Recoletos, 1911), avenida de la Unión Proletaria (junto con los paseos del Prado y Recoletos, 1936-1939), avenida del Generalísimo (desde 1939 toda la avenida; desde 1949 solo el tramo al norte de Raimundo Fernández Villaverde; en 1980 recuperó su nombre).

## Lugares singulares

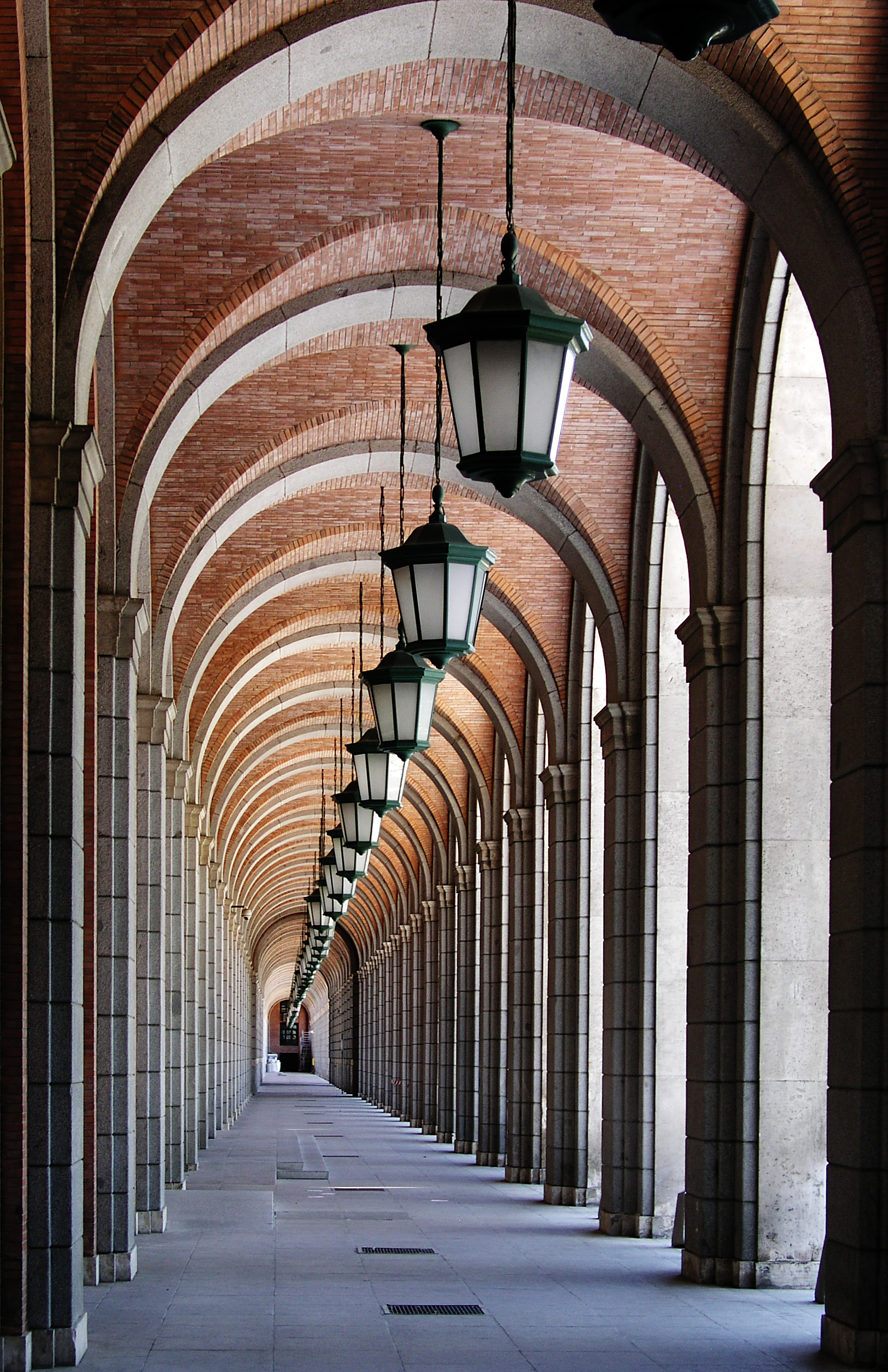
Arcos en Nuevos Ministerios.

Tras su arranque en la plaza de Colón, el paseo tiene en ambos márgenes gran cantidad de edificios públicos, especialmente ministerios y embajadas de diferentes países (como la de Alemania). Son edificios que datan de finales del siglo XIX hasta mediados del siglo XX. En este primer tramo, que es sinuoso y más estrecho que los subsiguientes, se encuentran las plazas de Emilio Castelar y del Doctor Marañón.
Tras pasar la plaza de Gregorio Marañón (Q52084168), se encuentra el Museo de Ciencias Naturales y la Escuela Técnica Superior de Ingenieros Industriales en la acera par, y tras la siguiente plaza, San Juan de la Cruz (Q27345106), se encuentran los Nuevos Ministerios, complejo que agrupa varios edificios públicos.
Una vez pasados los Nuevos Ministerios, comienza un tramo de avenida posterior al resto, conocido entre 1949 y 1980 como avenida del Generalísimo, donde los edificios predominantes son tanto viviendas como oficinas. En este tramo se encuentra el complejo financiero de AZCA, el más importante de la ciudad. Este tramo del paseo está interrumpido por tres plazas: plaza de Lima, plaza de Cuzco y plaza de Castilla.

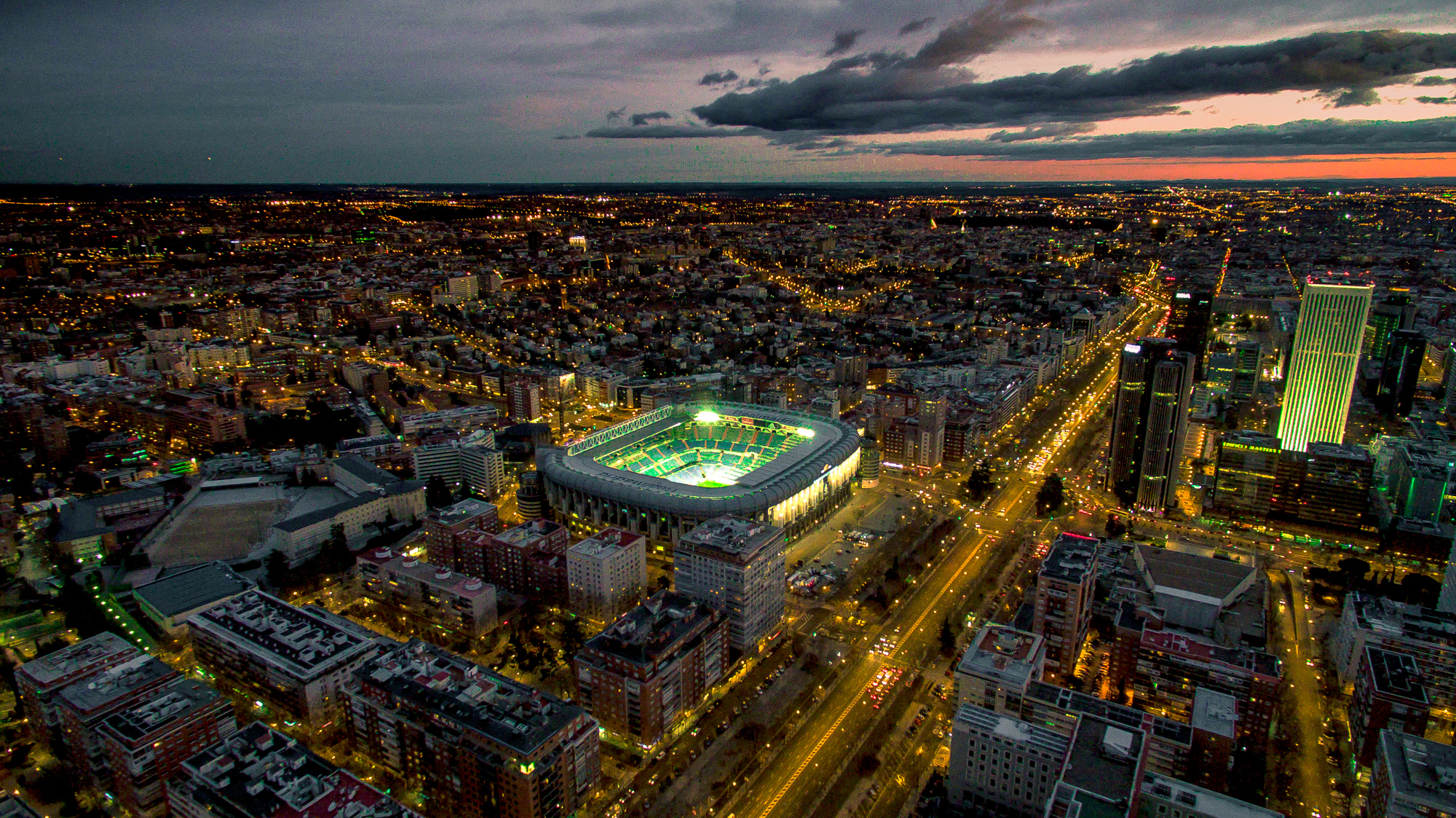
Vista al atardecer del paseo de la Castellana a la altura del estadio Santiago Bernabéu

Encontramos en torno a la plaza de Lima el Palacio de Congresos de Madrid y el estadio Santiago Bernabéu, en las cercanías del estadio se construyó el jardín botánico del mundial 82. Además, este tramo incluye dos grandes intercambiadores de transportes, plaza de Castilla y Nuevos Ministerios. En la plaza de Castilla se encuentra el monumento a Calvo Sotelo, el obelisco de la Caja y las torres Puerta de Europa.
Pasada la plaza de Castilla, se encuentra el último tramo, con características propias de una autopista urbana, puesto que carece de cruces a nivel y semáforos en la calzada central. En el lado impar se encuentra el nuevo complejo Cuatro Torres Business Area, en los terrenos de la antigua ciudad deportiva del Real Madrid.

## Transportes

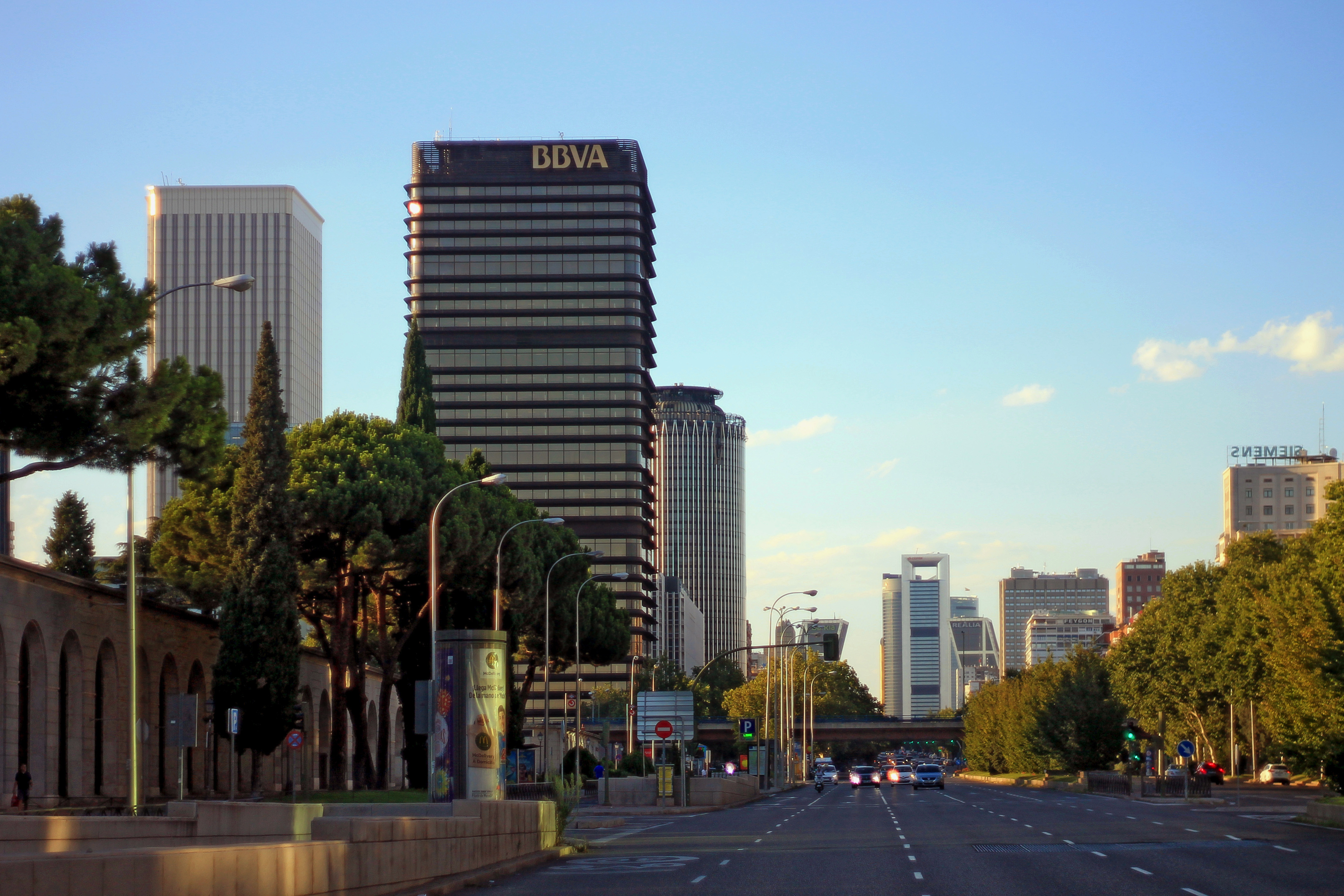
De izquierda a derecha: Torre Picasso, Torre BBVA, Torre Europa (en AZCA), Puerta de Europa y Cuatro Torres Business Area.

En su tramo norte, entre el final y la plaza del Doctor Marañón, la avenida es recorrida por la línea 10 del Metro de Madrid, con paradas en Begoña (Línea 10), Plaza de Castilla (Línea 1, Línea 10, y Línea 9), Cuzco (Línea 10), Estación de Santiago Bernabéu (Línea 10), Nuevos Ministerios (Línea 10, Línea 6 y Línea 8) y Gregorio Marañón (Línea 10 y Línea 7). Desde la plaza del Doctor Marañón hacia Colón, no hay ninguna línea de Metro que recorra el eje, pero es cruzado por las líneas 5 en la estación de Rubén Darío y 4 en la estación de Colón.
Las principales líneas del eje son la 27, que recorre el eje desde plaza de Castilla hasta Colón, y la 147 que la recorre desde la plaza del Doctor Marañón hasta la altura del Hospital La Paz. Otras líneas importantes son la 14 que discurre por el paseo entre Nuevos Ministerios y Colón, la 40 que utiliza la avenida entre la plaza de Cuzco y la plaza Doctor Marañón, la 45 que tiene paradas entre la plaza San Juan de la Cruz y la plaza de Colón, y la 150 que presta servicio desde la plaza de Lima hasta Colón. Otras líneas que recorren parcialmente el paseo son la 5, la 7, la 12, la 16, la 66, la 67, la 126, la 134, la 135, la 173, la 174, la 176, la 177, la 178 y la T62, así como diversas líneas de autobuses nocturnos, como la N1 (hasta Gregorio Marañón, la N22 (hasta Plaza Castilla) y la N24 (hasta el Hospital de La Paz) y la práctica totalidad de los autobuses interurbanos de los corredores 1 y 7, que al tener la cabecera en el intercambiador de plaza de Castilla deben usar el último tramo del paseo para salir de Madrid.
Por último, en cuanto a transporte ferroviario, Adif tiene una estación en Nuevos Ministerios con parada de las líneas C-2, C-3, C-4, C-7, C-8 y C-10 de Cercanías Madrid. Asimismo, aunque no estén en el Paseo propiamente dicho, las estaciones de Recoletos y Chamartín puede decirse que prestan servicio a los extremos sur y norte del paseo, respectivamente.

## Comunicaciones
Metro
| Estaciones de Metro           | Colón , Rubén Darío , Gregorio Marañón , Nuevos Ministerios , Santiago Bernabeu , Cuzco , Plaza de Castilla , Begoña                                              |
| Líneas de autobús EMT         | 5 7 12 14 27 40 45 66 67 124 126 134 135 147 149 150 173 174 175 176 178 SE704 N1 N22 N24                                                                         |
| Líneas de autobús interurbano | 151 152C 153 154C 155 155B 156 157 157C 159 161 171 181 182 183 184 185 191 193 194 195 197 712 713 714 716 721 722 724 725 726 876 N101 N102 N103 N104 N701 N702 |

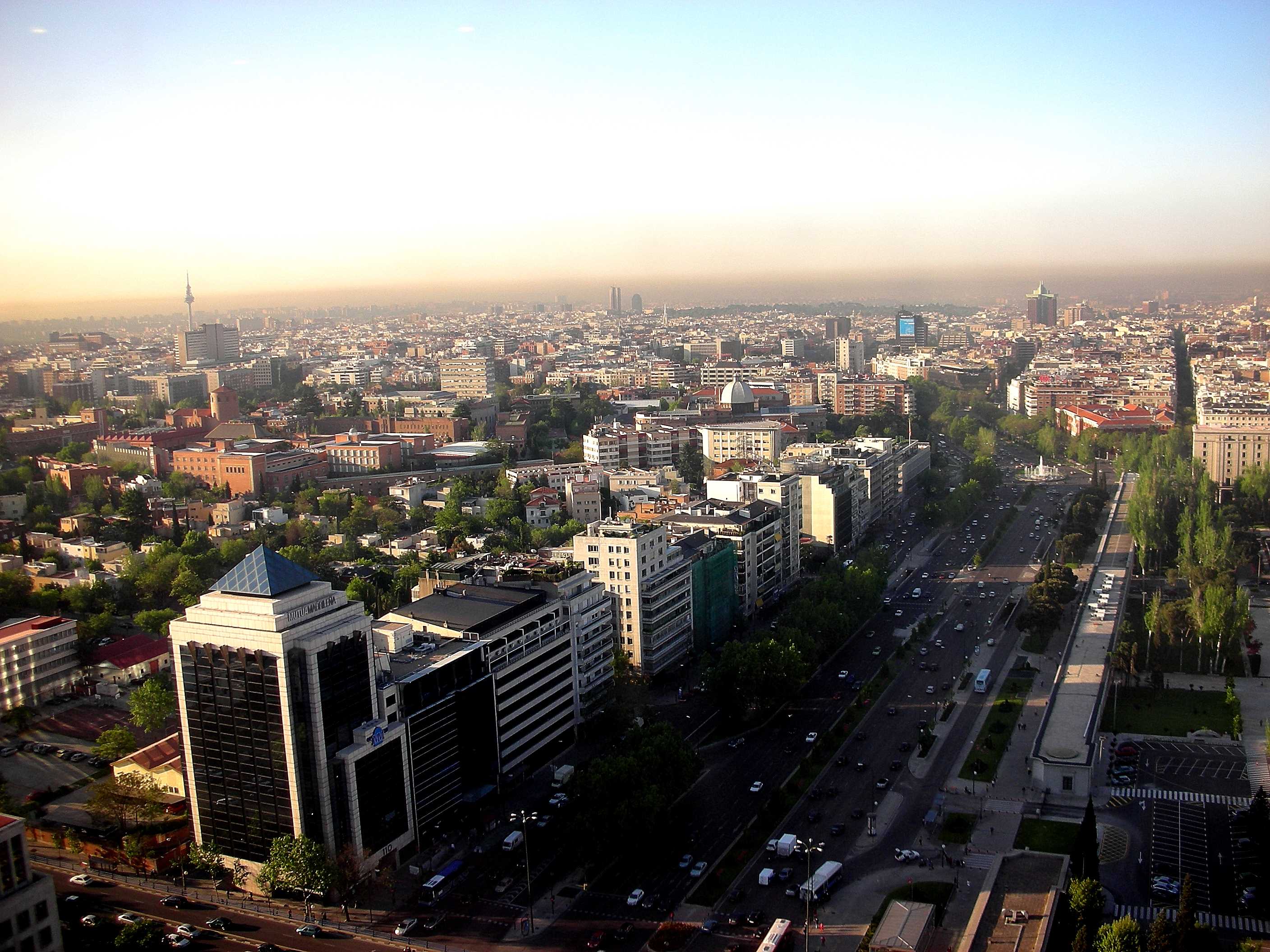
Vista aérea
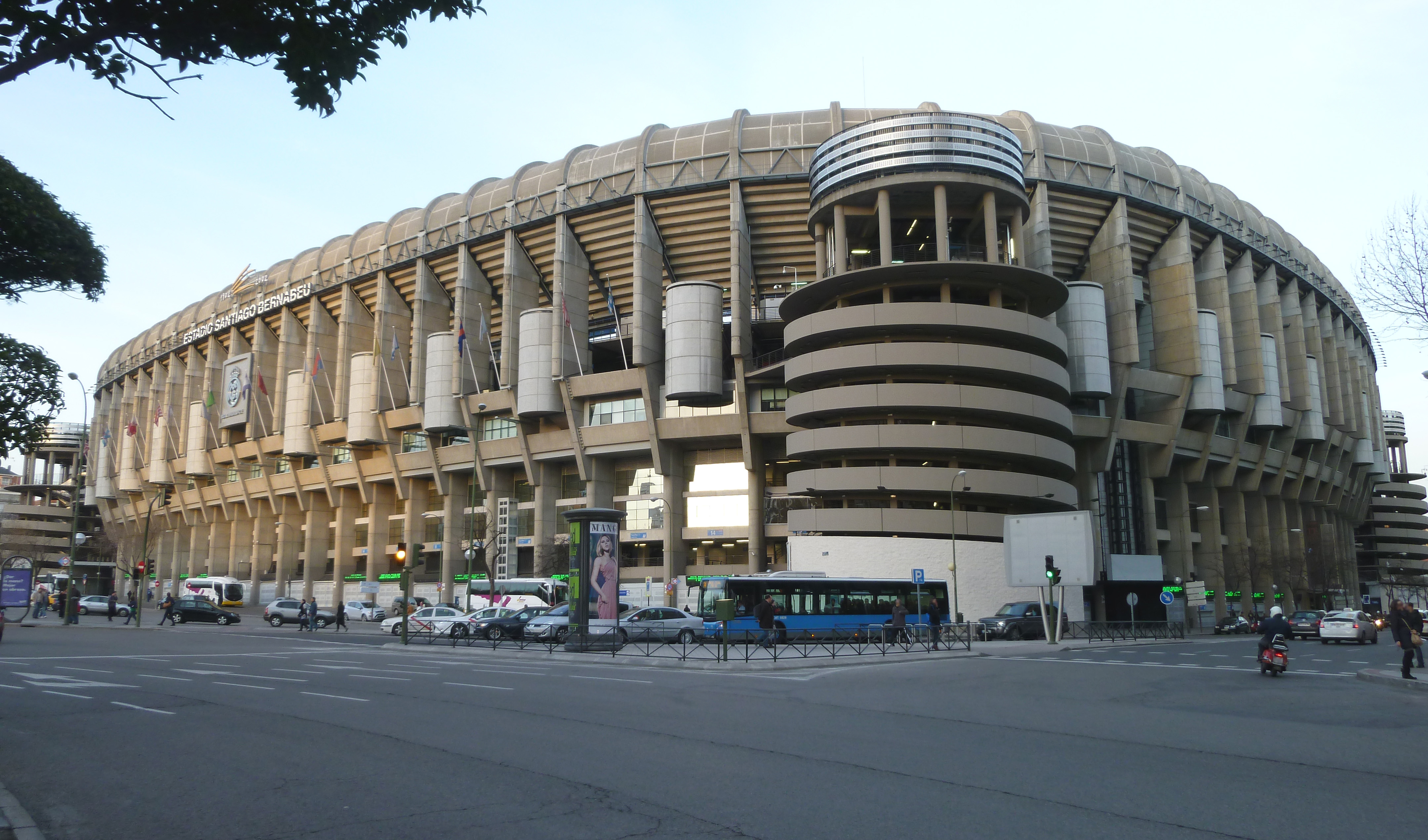
Estadio Santiago Bernabéu
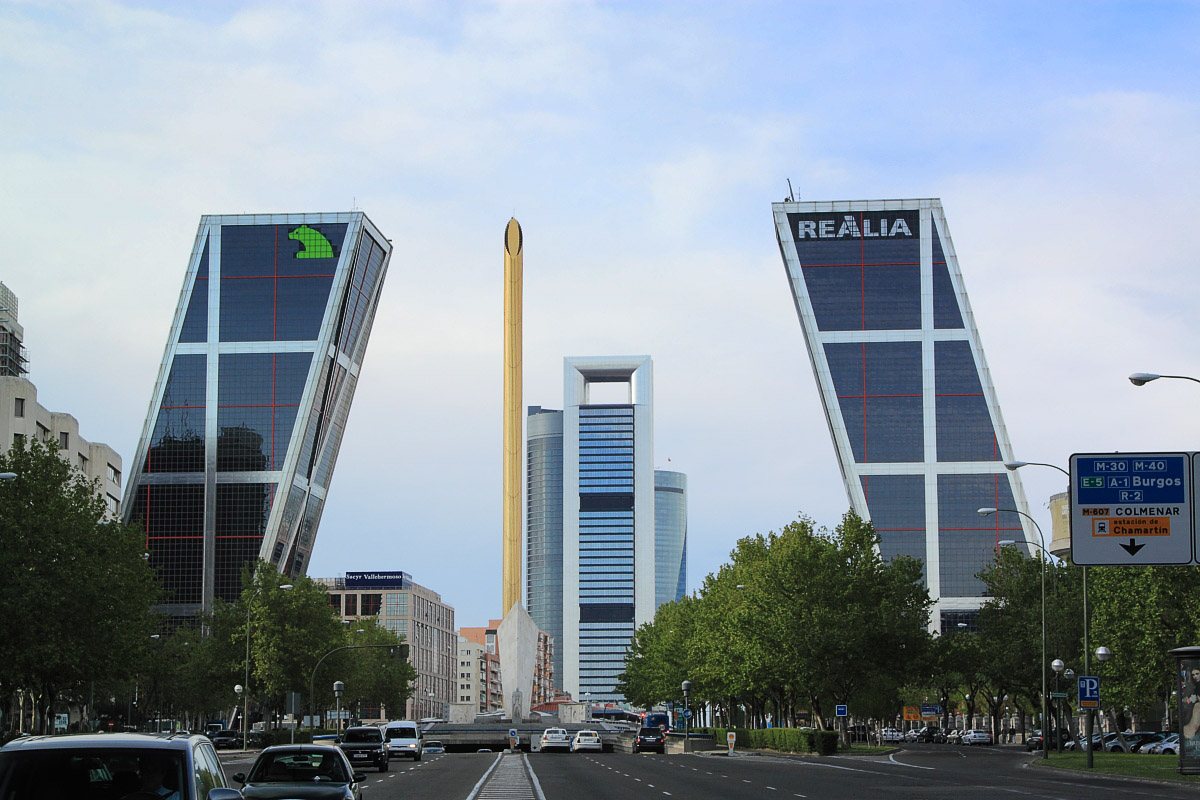
Puerta de Europa
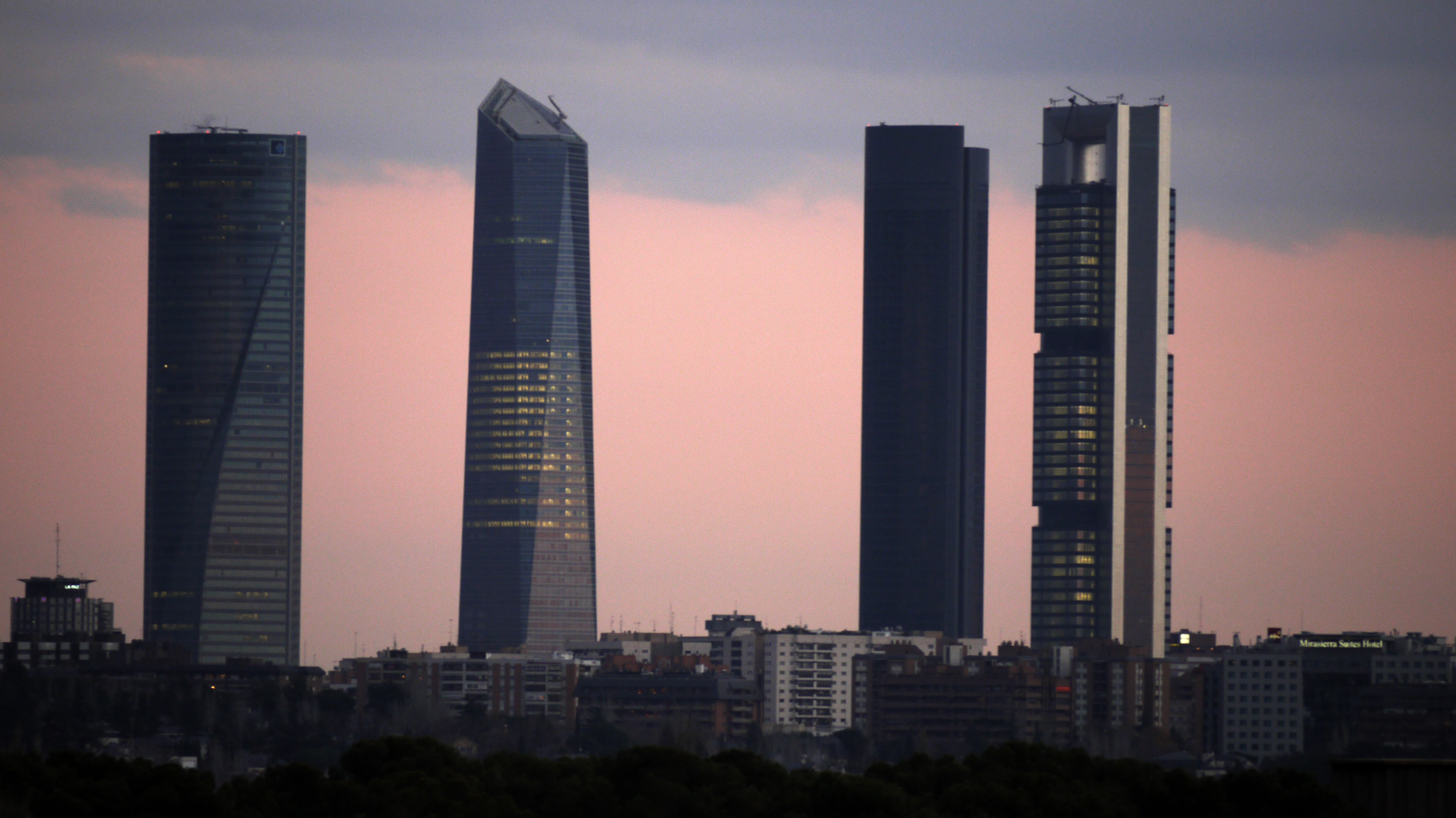
CTBA
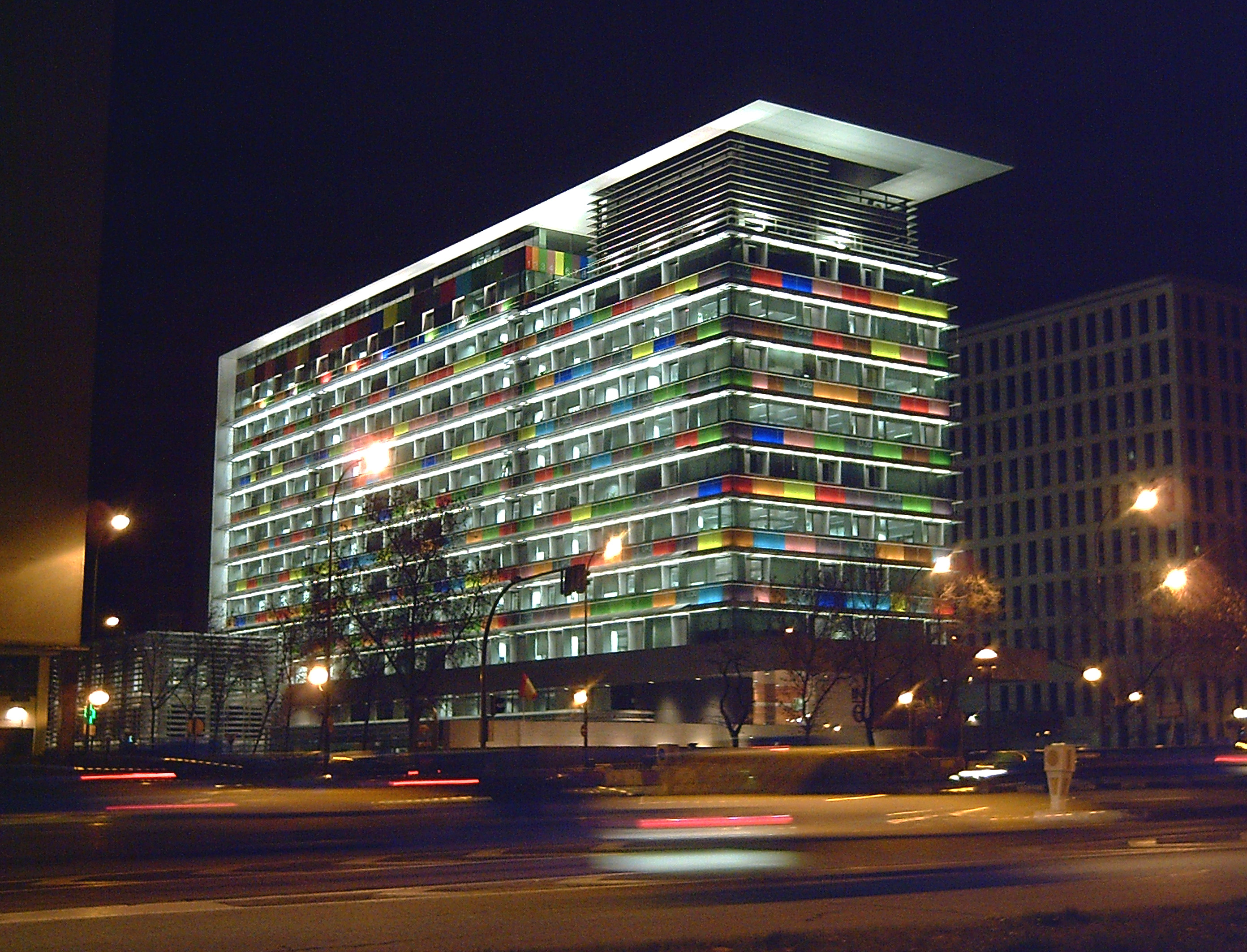
Edificio del INE
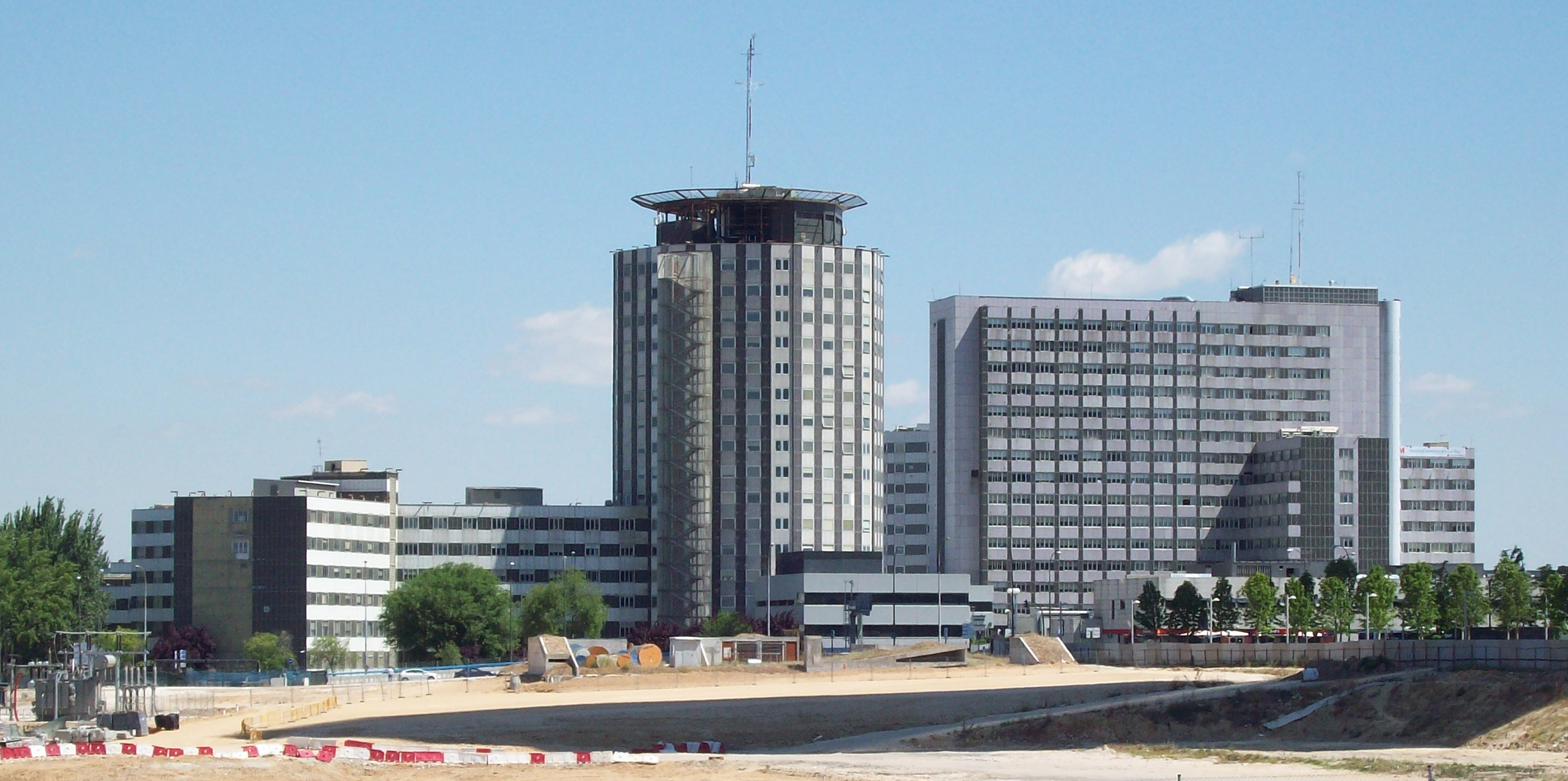
Hospital Universitario La Paz

## Véase también

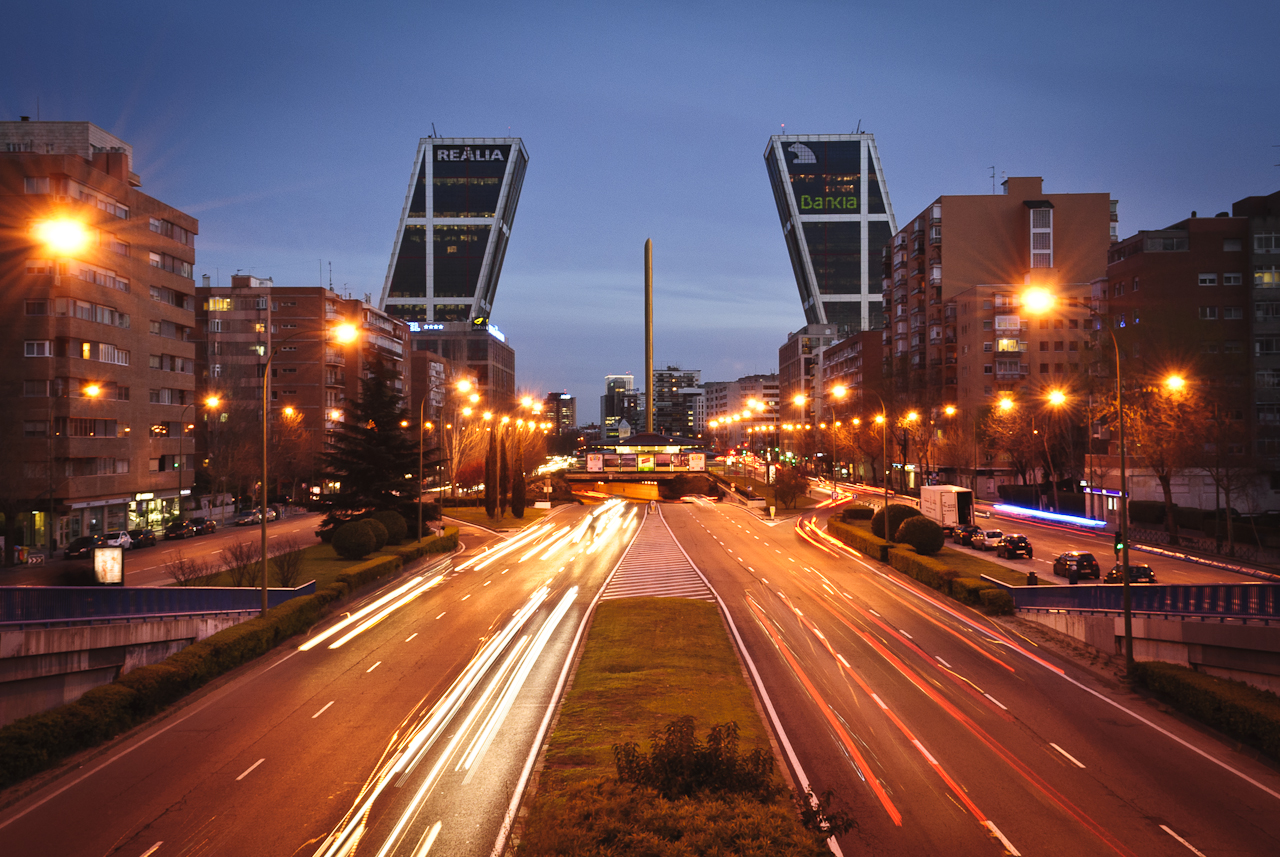
Plaza de Castilla y Torres KIO.